# Service civil
Pour les articles homonymes, voir Service civil (homonymie).
Le service civil est la forme la plus courante d'alternative au service militaire obligatoire, proposée par certains des pays connaissant la conscription. Il s'adresse aux objecteurs de conscience. Le service civil est parfois appelé service alternatif ou service de remplacement.

## Description
Dans la plupart des pays, il n'existe pas de libre choix entre service militaire et service civil. Celui ou celle qui refuse le service militaire doit justifier sa demande. Les critères pour l'acceptation au service civil marquent une ligne entre les motifs uniquement moraux ou éthiques, et les motifs sociaux ou politiques. Les objecteurs qui se référent à un ordre transcendant les lois humaines, avec des motifs religieux ou humanistes ont plus de probabilités d'être acceptés au service civil que ceux qui remettent en cause les institutions de l'État d'une manière ou de l'autre.
Le service civil s'effectue en général dans le domaine social ou culturel, comme une aide dans les hôpitaux, le travail avec des personnes âgées ou handicapées. Il peut parfois aussi s'accomplir dans l'agriculture, la protection de l'environnement ou l'aide au développement.
Le service civil ne doit pas être confondu avec la sécurité civile ou protection civile.

## Dans le monde

### Pays proposant un service civil
- Service civil (Allemagne).
- Service civil (Suisse)[1].
- Zivildienst en Autriche. Voir en particulier les associations Service Social Autrichien et Service autrichien à l'étranger.
- Italie.

### Pays qui proposaient un service civil
Depuis l'abandon de la conscription dans plusieurs pays, le service civil n'a plus lieu d'être.
- Service civil (Belgique), lorsque la conscription existait.
- Service civil (France), lorsque la conscription existait. Remplacé par un « Service civil volontaire » de 2003 à 2010, puis à partir de juillet 2010 par l'Engagement de service civique.

### Cas particuliers de service alternatif
- Service autrichien en mémoire de l'holocauste Service de la mémoire en Autriche